# Raión de Brásovo
El raión de Brásovo (ruso: Бра́совский райо́н) es un distrito administrativo y municipal (raión) ruso perteneciente a la óblast de Briansk. Se ubica en el este de la óblast. Su capital es Lókot, aunque recibe el topónimo del vecino pueblo de Brásovo, que hasta 1931 había sido la capital distrital.
En 2021, el raión tenía una población de 18 812 habitantes.
El raión es limítrofe al este con la óblast de Oriol.

## Subdivisiones
Comprende el asentamiento de tipo urbano de Lókot (la capital) y los asentamientos rurales de Brásovo, Verebsk, Vóronov Log, Glódnevo, Dóbrik, Dubrovka, Krupets, Pogrebý, Snýtkino y Stolbovo. Estas once entidades locales suman un total de ochenta y dos localidades.